# Euthyme Ier de Constantinople
Pour les articles homonymes, voir Euthyme.

 Euthyme ou Euthymios Ier de Constantinople, (en Grec : Εὐθύμιος Α΄ ὁ Σύγκελλος,) né vers 834 et mort le 5 août 917, est un moine, un théologien et le patriarche de Constantinople de février 907 au 15 mai 912 durant le règne de Léon VI le Sage. Ses activités sont marquées par une relation compliquée entre Léon et l’Église, relation qu’il tentera de renouer. Il est banni de son poste en 912.

## Naissance et jeunesse
Euthyme est né à Séleucie d'Isaurie, en Asie Mineure (actuelle Turquie). Si le lieu de sa naissance nous est relativement certain, la date de 834 n’est qu’approximative. Son hagiographie écrite quelques années après sa mort (la Vita Euthymii) nous écrit une enfance déjà pieuse. Il aurait supposément eu des liens familiaux avec Grégoire le Décapolite, un important iconodoule.
À un jeune âge, Euthyme se consacre au mode de vie monastique, aussi entre-t-il dans un monastère sur le mont Olympe de Bithynie (Uludağ). Ce passage d’une durée indéterminée dans ce monastère le voit pratiquer l’ascétisme : Aréthas de Césarée vantera la résistance d’Euthyme face à la soif et à la faim, le fait qu’il se construit un instrument de « torture » pour s’empêcher de dormir, et le fait qu’il ne porte qu’un seul vêtement en hiver,.
Son prochain passage est dans un monastère près de la cité de Nicomédie ; la durée de son passage là-bas étant encore une fois indéterminé, et il se rend par après à Constantinople. La nature nomadique de cette époque de sa vie semble indiquer qu’il fut gyrovague ; moines itinérants qui erraient entre différents monastères sans en devenir membre. Cependant, c’est enfin à Constantinople qu’il se sédentarise, et il y rejoint le monastère de Saint-Théodore.

## Père Spirituel de l'Empereur
En ces années, entre 867 et 877, Euthyme se rapproche du patriarche, Ignace de Constantinople, qu’il considère comme son maître. Cette proximité avec une figure si puissante le met en contact avec Léon, futur successeur au trône de l’Empire. C’est dans cette période qu’Euthyme est appointé comme père spirituel envers Léon, et ce dernier le choisira aussi comme confesseur,.
D’après la Vita Euthymii, lorsque Léon devient empereur en 886, il insiste grandement pour que son père spirituel le rejoigne dans le palais, mais ce dernier démontre de la réticence et semble vouloir maintenir un mode de vie plus spirituel que politique. En ce temps-là, Euthyme est moine à l'église Sainte-Marie-de-la-Source, mais Léon le fait abbé d’un nouveau monastère qu’il fait bâtir dans le quartier de Samatya. À cette époque, le frère de Léon, Étienne, est patriarche de Constantinople. Cette proximité avec le haut siège religieux et politique de la cité à comme conséquence la nomination d’Euthyme au poste de syncelle ; un poste extrêmement important. Bien que ce n’était pas le cas de jure, en pratique, le syncelle était le successeur présomptif du patriarche au pouvoir. Ainsi, Léon fait symboliquement d’Euthyme le futur patriarche.
À cette époque, Léon entame une relation adultère avec Zoé Zaoutzès. Le père de cette dernière, Stylien, est un puissant bureaucrate jouissant d’un grand degré d’influence sur l’Empereur. L’hagiographie d’Euthyme présente une bataille presque dualiste entre Stylien et Euthyme : le premier comme un cupide bureaucrate, le deuxième comme un noble moine. Si la bonté d’Euthyme et la cupidité de Stylien semblent quelque peu exagérés, (du fait que l’hagiographie semble avoir été écrit par un moine ayant connu Euthyme) il est certain qu’une grande rivalité politique définit la relation d’Euthyme et Stylien. Au cœur de cette rivalité se trouvait Zoé.
L’amour de Léon pour cette dernière est cause de refroidissement dans l’amitié entre Euthyme et lui. Le moine s’oppose à cette relation adultère et prend le côté de Théophano, l’épouse légitime de Léon. D’après le Vita Euthymii, se rendant compte qu’il ne peut ramener l’Empereur sur le droit chemin du devoir, Euthyme décide de s’éloigner de lui. D’après l’hagiographie, cet éloignement d’Euthyme permit à Stylien d’accroître son influence sur Léon,. Quand le patriarche Étienne décède en 893, Stylien fait tout pour empêcher l’accession au patriarcat d’Euthyme, bien que ce dernier fût appointé comme syncelle. Ainsi, c’est Antoine II Cauléas qui accède au trône du patriarche.
La femme de Léon décède en 895 et l’époux de Zoé décède aussi autour de la même époque. La possibilité d’un mariage légitime se présente au couple adultère, et Léon prend Zoé comme son épouse légale la même année. Euthyme ne cache pas son désaccord, et il est banni au couvent de Saint-Diomède. Durant les deux ans lors desquels Léon est marié à Zoé (jusqu’à la mort de cette dernière), il tente de renouer ses liens avec son père spirituel, mais ce dernier refuse et rompt totalement lesdits liens, regardant comme « un attentat à la morale l’union de Léon et de Zoé. » Les choses changent en 899, avec le décès de Zoé.

## Patriarche de Constantinople
La mort de Zoé enclenche une reprise progressive de l’amitié entre l’Empereur et son père spirituel. Les liens se renouent lentement entre les deux hommes. Or, au décès du patriarche Antoine II Cauléas en 901, ce n’est encore une fois pas Euthyme qui lui succède, mais plutôt Nicolas Ier Mystikos. Le règne de ce dernier dans le patriarcat ne dure toutefois que moins d’un an. La relation de ce dernier avec l’Empereur se détériore rapidement : Léon n’a toujours pas eu d’héritier mâle après son troisième mariage, et avec la mort de sa troisième femme, il prend une femme nommée Zoé Carbonopsina comme maîtresse. Cette dernière lui donne enfin un fils, mais l’enfant étant né bâtard, il doit être légitimé par l’Église pour devenir futur empereur.
Le Patriarche Nicolas accepte de légitimer l’enfant, mais non pas le mariage de Léon et Carbonopsina. Ce faisant, Léon bannit Nicolas et lui enlève le titre de patriarche, le remplaçant par Euthyme. Le moine accède ainsi à ce puissant poste et adopte une position neutre dans la question de Carbonopsina : les autorités de l’Église ont permis le mariage de cette dernière avec Léon, mais un quatrième mariage demeure un acte répugnant pour les mœurs chrétiennes de l’époque. Ainsi, Euthyme refuse tout de même de mentionner le nom de l’impératrice à l’Église. De plus, il refuse d’annuler l’excommunication de Thomas, le prêtre ayant marié Léon et Carbonopsina, maintenant ainsi la décision de son prédécesseur, Nicholas Mystikos.
En tant que patriarche, il semble qu’Euthyme ait généralement maintenu une politique de neutralité et de réconciliation ; toutes ses décisions et positions revenaient à préserver l’unité de l’Empire et de l’Église, et donc de ne pas se mettre d’un côté ou de l’autre. Déjà une vingtaine d’années plus tôt, il avait tenté de son mieux de calmer les colères de Léon vis-à-vis de Photios, le patriarche de l’époque. Léon et l’Empereur Basile étaient en dispute à cette époque, et Photios avait pris le bord de l’Empereur. Pour se venger, après son couronnement, Léon avait persécuté les disciples de Photios, mais Euthyme fit des efforts pour adoucir Léon.
Cette mentalité continua lors de son activité en tant que patriarche. Euthyme concède, au début de son règne, au fait que Léon puisse marier Zoé Carbonopsina et que cette dernière soit couronnée impératrice ; cependant, il refuse de la couronner lui-même dans l’église et d’inclure son nom parmi ceux commémorés dans la liturgie de l’époque. Ainsi, il maintient un équilibre diplomatique entre la rigueur de l’Église qui s’oppose aux quatrièmes mariages, et la nécessité pragmatique de s’assurer de la continuation de la dynastie de Léon.
Avec ce positionnement, il tente de rejoindre le camp de Nicolas, qui s’opposa vigoureusement au mariage de Léon avec Carbonopsina, au camp des grandes métropoles chrétiennes (Rome, Antioche, Jérusalem, Constantinople et Alexandrie), qui reconnaissent la nécessité pragmatique de permettre à Léon d’épouser une quatrième femme. De plus, Euthyme s’assura à ce que Léon fasse pénitence pour ce mariage, qu’il voyait comme un mal nécessaire, et il le fit passer une loi rendant illégal tout quatrième mariage dans l’avenir.
D’après la Vita Euthymii, le positionnement neutre d’Euthyme permit à l’Église de se remettre d’un schisme important que le quatrième mariage de Léon avait causé. Beaucoup, comme Nicholas Mystikos, s’étaient éloignés en protestation de l’Empereur, mais il semble que la politique d’Euthyme permit à beaucoup d’entre eux de se remettre de leur indignation.
Mis à part cette anecdote du début de son activité, le restant de ses activités en tant que patriarche ne semblent pas savoir été fort significatif. Nous savons qu’Euthyme a laissé de nombreux textes après sa mort, et dans la période durant laquelle il est patriarche, il écrit de nombreux hymnes sacrés et d’homélies. De ces homélies, l’un d’entre elles, l’Homélie sur la conception de Saint-Anne, nous donne un indice intéressant sur la pensée théologique d’Euthyme : il y rejette la notion selon laquelle, dans la Sainte-Trinité, le Saint-Esprit procède du Fils, et que ce dernier procèderait seulement du Père. Cette opinion est en ligne avec la philosophie de Photios, le patriarche ayant régné durant le IXe siècle. Léon lui-même était photien, et il semble que ce courant de pensée ait été dominant à l’époque ou Euthyme était patriarche, nous pouvons donc en soutirer qu’Euthyme lui-même était probablement de cette même école de pensée théologique, ou du moins, qu’il en reconnaissait certaines parties.
Des textes qui nous demeurent de lui, on peut en soutirer qu’à la manière de la civilisation byzantine au sens large, Euthyme mettait beaucoup d’accent sur la figure de la Vierge Marie, et beaucoup de ses homélies et hymnes se rapportent à elle. Il considère aussi la fête de la Conception d’Anne comme « la première de toutes les fêtes ».
Parmi ses actions plus significatives, il couronna Constantin VII, le fils de Léon, comme co-empereur le 15 mai 908, quand Constantin fut encore un enfant.

## Dernières années et mort
Euthyme règne en tant que patriarche pendant 5 ans, de 907 à 912. C’est en 912 que décède Léon. Les sources se contredisent quant au processus par lequel Euthyme fut limogé comme patriarche : certains prétendent que Léon se serait réconcilié avec Nicholas Mystikos avant sa mort et aurait demandé son retour comme patriarche, et d’autres sources rapportent que c’est après la mort de Léon qu’Alexandre, frère et successeur de Léon, aurait limogé Euthyme et ramené Nicholas Mystikos au siège duquel il avait été retiré.
La Vita Euthymii nous décrit une scène brutale lors de laquelle Nicholas aurait ordonné à ses laquais de déshabiller et de battre Euthyme pour se venger de lui,. Si cette anecdote ne préside que dans cette hagiographie indéniablement biaisée envers Euthyme, il semble clair qu’un synode de métropolites loyaux à Nicholas ait réussi à faire légitimer le processus par lequel Euthyme fut bouté de son poste.
C’est ainsi qu’Euthyme se retire au couvent d’Agathos en l’an 912, et la Vita nous décrit une vie d’ascète bien similaire à celle qu’Euthyme avait vécue lors de sa jeunesse. La mort d’Alexandre, en 913, offrit une opportunité à ce dernier de reprendre le pouvoir : Zoé Carbonopsina, agacée par les abus psychologiques que Nicholas opérait à son égard, s’empresse de demander à Euthyme de reprendre son siège de patriarche, une offre qu’Euthyme refuse,. La Vita Euthymii nous décrit alors un changement d’état d’âme en Nicholas, qui, admirant l’humilité d’Euthyme, décide d’aller lui demander pardon. Les deux se réconcilieraient donc quelque temps avant la mort d’Euthyme, d’après cette hagiographie.
Euthyme décède le 5 août 917 dans le couvent d’Agatha, et conformément à sa demande, il est enterré quelques jours plus tard dans le couvent de l’église de Psamathia.